# Theta (geslacht)
Theta is een geslacht van weekdieren uit de klasse van de Gastropoda (slakken).

## Soorten
- Theta chariessa (Watson, 1881)
- Theta lyronuclea (A.H. Clarke, 1959)
- Theta spicea (Watson, 1881)
- Theta vayssierei (Dautzenberg, 1925)